# 한밤의 북소리

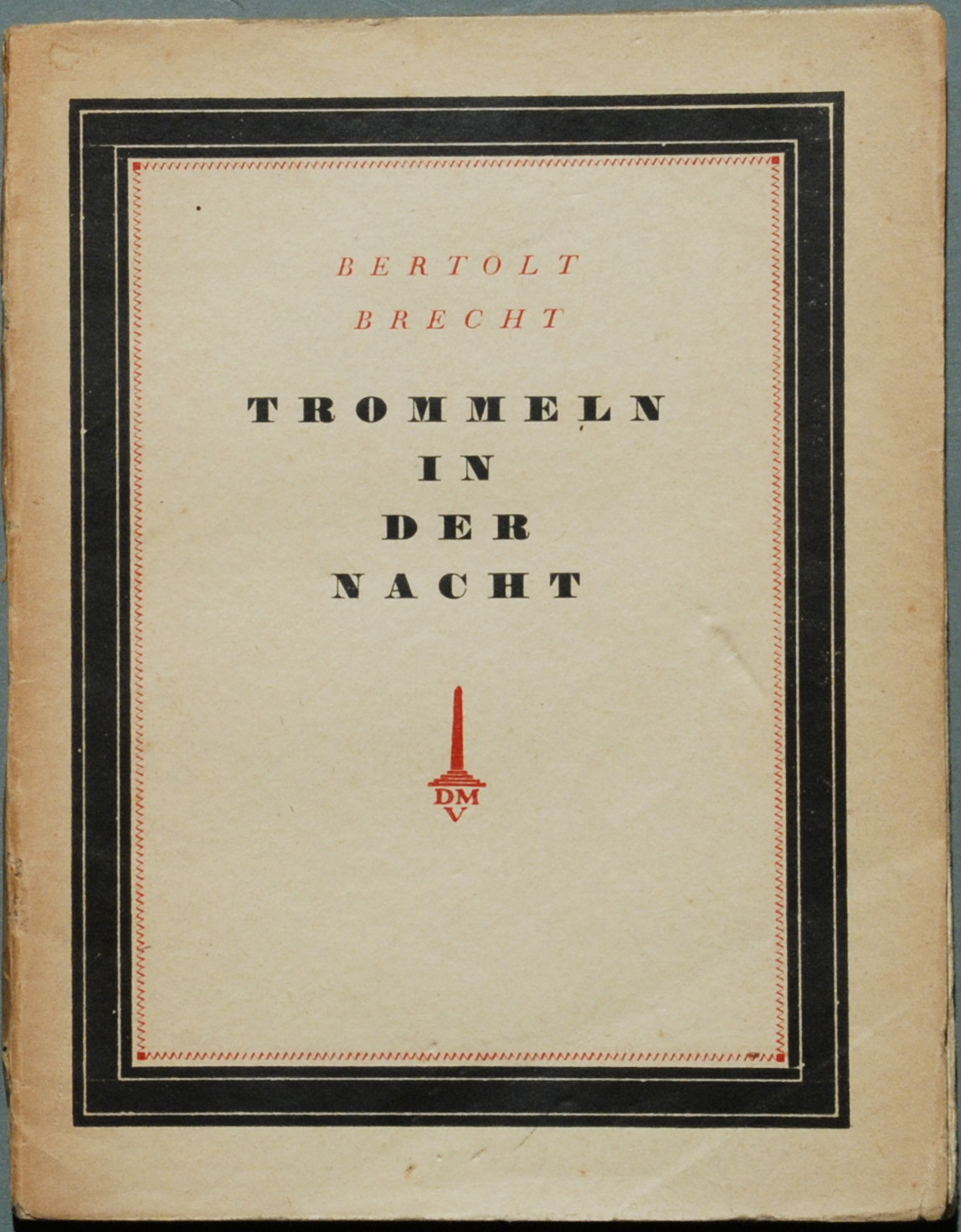

《한밤의 북소리》(Tommeln in der Nacht)는 베르톨트 브레히트 작품 가운데 최초로 무대화된 작품이다. 초연 직후 “스물넷 극작가 브레히트가 하룻밤 사이에 독일 연극 예술의 양상을 바꾸어 놓았다”라는 극찬을 받았다. 1919년 베를린에서 일어난 ‘스파르타쿠스 민중항쟁’을 배경으로 했다.

## 배경
안나는 전쟁에 나가서 돌아오지 않는 연인을 기다린다. 부모는 그녀가 성공한 사업가인 무르크와 결혼하길 바라지만 안나의 연인 크라글러에 대한 사랑을 꺾을 수가 없다. 안나는 크라글러가 떠난 지 4년 만에 결국 무르크의 청혼을 받아들인다. 그러나 결혼식 준비가 한창인 현장에 죽은 줄 알았던 크라글러나 나타나고, 모두 앞에서 안나에 대한 자신의 권리를 주장한다. 한편, 안나가 무르크의 청혼을 받아들일 수밖에 없었던 이유가 밝혀지면서 크라글러의 상심은 더욱 깊어진다.
1919년 스파르타쿠스 혁명을 배경으로 했다. 극 중 크라글러는 스파르타쿠스 혁명의 도화선이 되는 인물로 묘사된다. 하지만 정작 혁명이 발발하자 크라글러는 혁명 대열에 끼기를 거부한다. 대신 무르크로부터 되찾은 안나와 함께 침실로 가겠다고 선언한다.
1919년 3월에 초고가 완성되고 1922년 뮌헨에서 초연을, 석 달 뒤에 베를린에서 성공적인 공연을 가졌다. ＜바알＞에 이은 브레히트의 두 번째 작품으로 처음에는 “스파르타쿠스”라는 제목이었다. 이 작품으로 스물넷 청년 브레히트는 하룻밤 사이에 독일 연극계에서 주목받는 작가로 부상했다. 이 작품으로 브레히트는 클라이스트상을 수상한다. 이 상의 후보로 브레히트를 추천한 베를린의 비평가 헤르베르트 이어링은 브레히트를 다음과 같이 평했다. “스물네 살의 젊은 극작가 브레히트는 하룻밤 사이에 독일 희곡 문학의 양상을 바꾸어 놓았다.” 제3제국이 등장하기 전까지 ＜한밤의 북소리＞는 바이마르 공화국에서 가장 많이 공연된 작품으로 기록된다.